# Megapyga
Megapyga is een geslacht van kevers uit de familie bladkevers (Chrysomelidae).
De wetenschappelijke naam van het geslacht werd in 1850 gepubliceerd door Carl Henrik Boheman.

## Soorten
- Megapyga eximia Boheman, 1850
- Megapyga maai Kimoto, 1996
- Megapyga minima Borowiec, 1998
- Megapyga obscuricollis Borowiec, 1993